# Steve Murphy
Steve Murphy (né le 19 novembre 1956) est un enseignant-chercheur en littérature française d'origine britannique et d'expression française, professeur émérite de littérature française à l'Université de Haute-Bretagne Rennes-II. Il est également chercheur au CELAM (Centre d'études des littératures anciennes et modernes), au CEM (Centre d'études métriques) et directeur de thèse.

## Biographie
Steve Murphy est le fondateur de la revue Parade sauvage, revue d'études rimbaldiennes et de la Revue Verlaine. Il est l'auteur de nombreux ouvrages critiques, d'éditions de référence, d'articles et de comptes rendus, il assume régulièrement la responsabilité scientifique de numéros spéciaux de revues.
Il est notamment un spécialiste de la poésie française du XIXe siècle, en particulier d'Arthur Rimbaud, de Charles Baudelaire et de Paul Verlaine. Il s'intéresse depuis quelques années à l'oeuvre de Gustave Flaubert sur lequel il a publié deux ouvrages. Il a également publié des articles sur Aloysius Bertrand, Stéphane Mallarmé, Alfred de Musset, Germain Nouveau, Tristan Corbière et Honoré de Balzac.
Deux collectifs d'hommages lui ont été consacrés regroupant de nombreux chercheurs, le premier en octobre 2008 par la revue Parade sauvage et le second en 2024 aux éditions Classiques Garnier, Le XIXe siècle à la loupe.